# سيفين كميتسش
سيفين كميتسش (بالألمانية: Sven Kmetsch)‏ (13 أغسطس 1970 بباوتسن في ألمانيا - ) هو مدرب كرة قدم ولاعب كرة قدم ألماني (وحمل سابقاً جنسية ألمانيا الشرقية) في مركز الوسط. شارك مع منتخب ألمانيا لكرة القدم. أما مع النوادي، فقد لعب مع دينامو دريسدن وشالكه 04 ونادي هامبورغ وBSG Stahl Riesa ‏.

## وصلات خارجية
- سيفين كميتسش على موقع الاتحاد الدولي (مؤرشف)  (الإنجليزية)
- سيفين كميتسش على موقع قاعدة بيانات كرة القدم.إي يو (الإنجليزية)
- سيفين كميتسش على موقع بيانات كرة القدم. دي إي (الألمانية)
- سيفين كميتسش على موقع ناشيونال فوتبول تيمز (الإنجليزية)
- سيفين كميتسش على موقع عالم كرة القدم.نت (الإنجليزية)